# Cantonul Landerneau
Cantonul Landerneau este un canton din arondismentul Brest, departamentul Finistère, regiunea Bretania, Franța.

## Comune
- Dirinon
- La Forest-Landerneau
- Landerneau (reședință)
- Pencran
- Plouédern
- Saint-Divy
- Saint-Thonan
- Trémaouézan